# Lambangan (Undaan)
Lambangan is een bestuurslaag in het regentschap Kudus van de provincie Midden-Java, Indonesië. Lambangan telt 2477 inwoners (volkstelling 2010).